# Bolitoglossa coaxtlahuacana
Bolitoglossa coaxtlahuacana — вид хвостатих земноводних родини безлегеневих саламандр (Plethodontidae). Описаний у 2020 році.

## Назва
Вид назвали на честь мексиканського села Coaxtlahuacán, неподалік якого знайшли земноводних. Таким чином дослідники вирішили висловити вдячність жителям села, які були привітними з вченими і допомагали їм під час польових робіт.

## Поширення
Ендемік Мексики. Bolitoglossa coaxtlahuacana відома лише з типової місцевості на невеликому гірському масиві Сьєрра-де-Мочітлан (частина гірської системи Південна Сьєрра-Мадре) у муніципалітеті Мочітлан в штаті Герреро на півдні Мексики. Живе у вологому дубовому лісі.